# Уильямс, Марион
Марион Уильямс (англ. Marion Williams, 29 августа 1927, Майами — 2 июля 1994, Филадельфия) — американская певица госпел.

## Ранние годы
Родилась в Майами, в семье мясника, эмигранта из Вест-Индии, и прачки родом из Южной Каролины, очень набожной женщины. Когда отец не работал он давал уроки музыки. Отец Уильямс умер, когда ей было девять лет, и её формальное школьное образование было прервано в 14 лет, чтобы она могла оказать поддержку семье. Она последовала за матерью в прачечную, где она трудилась с рассвета до заката. Также она работала медсестрой. У неё не было формального музыкального образования, но её голос был вдохновлен такими великими певцами госпел, как Сестра Розетта Тарп, Мэри Джонсон Дэвис и конечно Махалия Джексон. Она пела в церкви и на улицах. В 1946, посещая сестру в Филадельфии, она пела перед аудиторией, где была Клара Вард и Гертруа Вард. Они признали её талант и предложили ей работу. Год спустя, она стала членом известной вокальной группы «Ward Singers» и оставалась с ней 11 лет. Она придерживалась церковной музыки, несмотря на давление, чтобы переключиться на популярные мелодии блюза или оперу. Сильный голос со сверхъестественно широким диапазоном, способным достигнуть самых высоких регистров сопрано, она могла также атаковать публику рычащим низким пением и её стиль «руки на бедрах», сделал её бесспорной звездой группы и солисткой. Первую запись группа сделала в 1948 году, которая имела большой успех. В 1958 группа преобразовалась в «Stars of Faith», где она также солировала.

## Рост популярности
Сольную карьеру она начала в 1965 году концертом в Йельском университете, гастролировала в Европе, но скоро вынуждена вернуться в Майами в связи со смертью матери. Через короткое время она продолжила сольную карьеру, разъезжая по многим церквям и университетским городкам Северной Америки и Европы. Она также появилась на джазовых фестивалях, Африки и Карибского бассейна. При предоставлении ей гранта в 1993 году, Фонд Макартуров заявил, что:
- «„Марион Уильямс является одной из последних выживших послов золотого века госпел… Одним из самых универсальных исполнителей своего поколения, оказывающих огромное влияние не только на госпел, но и на развитие рок-н-ролла и соул-музыки“».

Она была одним из первых исполнителей госпела в Африке в большом турне под эгидой Государственного департамента США. Она также записала несколько альбомов, как с группами, и как солисткой, с такими фирмами как и Savoy Records, Vee-Jay Records, Columbia Records,Atlantic Records.

## Конец карьеры
Национальное признание к Уильямс пришло в конце жизни. В 1993 году она была выбрана в качестве почетного члена Центра Кеннеди. В том же году она также получила грант от Фонда Макартуров в знак признания работы в течение её жизни. Уильямс продолжала записывать альбомы и гастролировать до начала почечной болезни в 1992 году. Несмотря на это она продолжала петь в своей местной церкви в Филадельфии и выступать на случайных концертах.
Она умерла от сосудистых заболеваний 2 июля 1994 года в медицинском институте имени Альберта Эйнштейна в Филадельфии. Хотя она умерла, влияние Марион Уильямс на современную музыку продолжает ощущаться. Еще в 50-х годах, её уникальный стиль пения, неповторимый стиль кричать и гикать, вдохновили таких артистов, как Литтл Ричард и Братья Айли.

## Награды
- Grand Prix du Disque, 1976, за «Prayer Changes Things»
- Kennedy Center Honors 1993
- MacArthur Foundation «genius» grant 1993

## Избранная дискография

### Альбомы
- Marion Williams Gospel Now Cotillion
- 1958 Somebody Bigger Than You and I Relic Record Productions
- 1959 O Holy Night Savoy Records
- 1971 Standing Here Wondering Which Way to Go Atlantic Records
- 1971 The New Message Rhino Atlantic
- 1974 Blessed Assurance Atlantic Records
- 1989 Surely God Is Able Spirit Feel
- 1991 Strong Again Spirit Feel
- 1993 Can’t Keep It to Myself Shanachie
- 1994 I’ve Come So Far Spirit Feel
- 1995 Born to Sing the Gospel Shanachie